# 奥洛奇考
奥洛奇考，是匈牙利包尔绍德-奥包乌伊-曾普伦州所辖的一个村。总面积8.56平方公里，总人口790，人口密度92.3人/平方公里（2011年1月1日）。